# Rustja
Rustja je priimek več znanih Slovencev: 
- Adrijan Rustja (*1933), gledališki in radijski igralec in režiser
- Barbara Rustja, zamejska učiteljica  in kulturna delavka
- Božidar (Božo) Rustja (*1963), duhovnik, publicist, urednik
- Branko Rustja (1922—1985), zdravnik
- Danilo Rustja, gospodarski publicist
- Drago Rustja (*1949), urednik, časnikar
- Elizabeta "Elica" Rustja, farmacevtka
- Franjo Rustja (1916—2005), viceadmiral JVM/JLA
- Josip Rustja/Josip Rustia (1861—1948/9), gozdarski strokovnjak
- Josip Rustja (1894—1967), agronom
- Jurij Rustja (*1965), pesnik, pisatelj
- Karol Rustja (*1938), zgodovinar železničarstva
- Miran Rustja (*1957), skladatelj, pesnik, pisatelj, zborovodja
- Nataša Janković Rustja, rokometašica
- Nuša Rustja, humanitarna delavka (RK)
- Peter Rustja (*1967), zgodovinar (Trst)
- Rudi Rustja (1924—2012), gasilec, krajevni zgodovinar
- Sara Rustja Turniški (*1986), pianistka
- Uroš Rustja, arhitekt
- Žiga Rustja (*1988), pevec, kantavtor